# محمد أشرف بكري
محمد أشرف بكري (مواليد 1 أكتوبر 2001) هو لاعب كرة قدم مصري يلعب في مركز الظهير الأيسر في النادي الأهلي.

## مشواره
بدأ محمد أشرف مشاركته مع النادي الأهلي تحت قيادة بيتسو موسيماني في مسابقة كأس الرابطة المصرية حيث شارك في 4 مباريات، في 7 أغسطس 2022 شارك مع النادي الأهلي كأساسي لأول مرة في الدوري المصري أمام نادي الاتحاد السكندري.